# ACE 2088
ACE 2088, sottotitolato The Space-Flight Combat Simulation solo sulle confezioni delle prime edizioni, è un videogioco simulatore di volo spaziale pubblicato nel 1989 per Commodore 64 e ZX Spectrum dalla Cascade Games. 
È il terzo e ultimo capitolo di una serie, dopo ACE e ACE 2, l'unico di ambientazione fantascientifica. Nei titoli precedenti ACE era la sigla di Air Combat Emulator, ma in questo capitolo non viene scritto esplicitamente.

## Modalità di gioco
Lo scenario è costituito da 32 sistemi stellari, ognuno dei quali ha 3 o 4 pianeti abitabili, per un totale di 118 pianeti che devono essere liberati da invasori alieni. I pianeti non hanno caratteristiche visibili, a parte il colore della superficie, e le missioni sono sostanzialmente tutte uguali, con variazioni solo nel numero di avversari. Il gioco è diviso in due fasi alterne, una strategica preparatoria e una di azione di volo e combattimento.
Nella fase strategica si è al comando di un'astronave madre, la Deliverance. La schermata mostra un monitor di computer con relativa tastiera decorativa. Sul monitor compaiono testi in inglese e immagini per controllare le funzioni dell'astronave. Altri pannelli informativi secondari possono mostrare informazioni testuali aggiuntive. In uno dei pannelli, in basso a destra, il giocatore fa scorrere i possibili comandi da dare. In questa fase si può anche salvare la partita.
La Deliverance può viaggiare liberamente tra i sistemi stellari e tra le orbite dei pianeti di ciascun sistema, selezionandoli sulle mappe che compaiono sul monitor.
Si ha in dotazione una squadriglia di tre caccia ZAC (Ziegler II Assault Craft) ed è possibile regolare la quantità di armamenti che ciascuno ha a bordo, prendendoli da riserve limitate. Si deve posizionare la Deliverance presso un pianeta a scelta e inviare uno dei caccia alla sua conquista.
Nella fase di combattimento si pilota il caccia con visuale in prima persona frontale dall'abitacolo. La schermata di gioco è divisa circa a metà, con la visuale esterna in alto e il quadro degli strumenti di bordo in basso. Nonostante la menzione di grafica 3D sulla confezione, non sono presenti veri oggetti tridimensionali.
I principali componenti del quadro strumenti sono il radar che mostra gli avversari nelle vicinanze e un pannello per i testi informativi; inoltre quattro piccole barre colorate descrivono le condizioni del caccia.
Oltre a controllare la barra di comando, tramite tastiera si può variare la velocità, selezionare un'arma, attivare l'autopilota per andare verso il pianeta o per tornare alla Deliverance, sostituire il radar con un pannello informativo sugli armamenti.
Si dispone di un triplo laser con munizioni illimitate e di equipaggiamenti opzionali: missili guidati, missili difensivi lanciati dal retro, bombe aria-terra, scudo difensivo extra, siluri autoricaricanti.
Per prima cosa va fatto un tragitto di avvicinamento al pianeta, durante il quale ci si scontra con i caccia nemici, secondo il manuale più agili di quello del giocatore, ma meno armati e resistenti. Raggiunto il pianeta si passa automaticamente all'orbita ravvicinata e ci si sposta sopra la superficie per bombardare le basi nemiche di terra, mentre si continuano ad affrontare i caccia. Una freccia nel quadro comandi suggerisce la direzione della prossima base. Giunti in prossimità di una base, questa diventa appena visibile da lontano come un oggetto minuscolo, e la bomba va sganciata al momento giusto quando la base passa nell'apposito mirino.
Se si eliminano tutte le basi il pianeta è libero e si conquistano rifornimenti di armamenti.
La presenza di audio nel gioco è minimale.

## Accoglienza
Contrariamente al buon successo di ACE e al successo variabile di ACE 2, ACE 2088 fu poco apprezzato dalla critica, soprattutto per la scarsa giocabilità e monotonia dell'azione. Molti giudizi di riviste europee furono decisamente negativi o poco sotto la sufficienza.